# Tomasz Drohojowski
Tomasz Drohojowski herbu Korczak (zm. w 1704 roku) – cześnik kamieniecki w latach 1689-1701, chorąży pancerny w 1700 roku, towarzysz pancerny w 1689 roku, sędzia kapturowy ziemi przemyskiej w 1696 roku.